# Sport Club Americano (Porto Alegre)
O Sport Club Americano foi um clube brasileiro de futebol, da cidade de Porto Alegre, no Estado do Rio Grande do Sul. Suas cores eram branco e grená.
O melhor momento do clube foi no ano de 1928, quando conquistou o campeonato citadino e o campeonato estadual.

## História
O Americano foi fundado no dia 4 de julho de 1912, sob a denominação Sport Club Hispano-Americano. Foram seus fundadores: Jacinto Losano, João Ray, Bernardo Serrano, Erwin Siegmann, João Siegmann, Paulo Manchon, Manoel Manchon, André Ibañez, Reynaldo Preuss, Honório Ouriques e Napoleão Salatino.
Em 1913, o nome do clube é alterado para Sport Club Americano. No ano seguinte, ingressou na Liga de Foot-Ball Porto Alegrense, a qual abandonaria em julho de 1914, para criar a Associação de Foot-Ball Porto Alegrense, juntamente com Frisch Auf, Grêmio e Fussball Porto Alegre.
Com a unificação do futebol de Porto Alegre, em 1916, fundou-se a Federação Sportiva Riograndense, e o Americano foi integrado à 2ª Divisão da capital gaúcha. Participou da fundação da Federação Porto Alegrense de Foot-Ball, em 1918.
Em 1924, o Americano filiou-se à Associação Porto Alegrense de Desportos (APAD), pela qual conquistaria os campeonatos de 1924 e 1928. Neste ano, o clube sagrou-se campeão estadual, ao vencer o Bagé por 3 a 0, no dia 24 de outubro.
No ano de 1925, o Americano adquiriu posse do terreno onde foi construído o seu campo, situado na Rua Larga, próximo ao bairro da Azenha. A inauguração oficial ocorreu no dia 25 de abril de 1926, derrota para o Internacional por 3 a 0.
No início de 1929, o Americano desliga-se da APAD e, juntamente com Grêmio , Internacional e outros clubes de Porto Alegre, cria a Associação Metropolitana Gaúcha de Esportes Atléticos (AMGEA). Neste mesmo ano, o clube é novamente campeão citadino. Porém, ficou de fora do Campeonato Gaúcho, pois a Federação Riograndense de Desportos indicou o campeão da APAD – o Cruzeiro – para a disputa da competição estadual.
No final de 1934, uniu-se à Federação dos Estudantes Universitários de Porto Alegre, passando a se chamar Americano-Universitário. Em 1935, conquistou o Torneio Início de Porto Alegre. Em 1937, vários clubes rompem com a AMGEA, criando a "AMGEA Especializada", numa tentativa de profissionalizar o futebol gaúcho. O Americano, porém, mantém-se fiel à AMGEA (agora conhecida como "AMGEA Cebedense"), sendo vice-campeão do campeonato organizado pela entidade, em 1937. Aderiu à "AMGEA Especializada" no ano seguinte.
No início da década de 1940, o Americano passou por severas crises financeiras. O clube tentou uma fusão com o Foot-Ball Club Porto Alegre. Porém, a fusão não progrediu e o Americano decretou a falência, sendo extinto em 1941.

## Títulos

### Estaduais
- Campeonato Gaúcho: 1928
- Campeonato citadino de Porto Alegre: 1924, 1928 e 1929

## Ídolos
| - Baptista - Hugo - Joãozinho |  | - Luiz Luz - Nalério |

## Presidentes
- Manoel Motta
- José Caldas
- Francisco Xavier da Costa
- Pedro Cortez Campomar
- Carlos Streb
- Adauto Pereira
- Delmar Araújo Ribeiro
- Ruben Medeiros